# Echiochilon kotschyi
Echiochilon kotschyi là loài thực vật có hoa trong họ Mồ hôi. Loài này được (Boiss. & Hohen.) I.M.Johnst. mô tả khoa học đầu tiên năm 1957.